# To Catch a Thief
To Catch a Thief és una pel·lícula estatunidenca de 1955 dirigida per Alfred Hitchcock i protagonitzada per Cary Grant i Grace Kelly. El guió és una adaptació de la novel·la homònima escrita per David Dodge (1952). Va estar nominada a tres Oscars, dels quals Robert Burks va aconseguir el de millor fotografia en color.

## Argument
John Robie és un refinat lladre de joies retirat que viu a la Costa Blava, conegut amb el nom de The Cat (el gat). Quan es produeixen una sèrie de robatoris en els hotels més luxosos d'aquest indret la policia comença a sospitar d'ell, ja que duen el segell de Robie. Amb la intenció de provar la seva innocència i netejar el seu nom, aquest intentarà descobrir el veritable lladre.
Quan coneix la rica, capritxosa i atractiva Frances Stevens veu una bona oportunitat de desemmascarar el lladre, ja que la seva mare és una de les probables següents víctimes. Frances creu que Robie és el misteriós lladre, però després canvia d'opinió i l'ajuda a aconseguir el seu propòsit.

## Repartiment
- Cary Grant: John Robie
- Grace Kelly: Frances Stevens
- Jessie Royce Landis: Jessie Stevens
- John Williams: H.H. Hughson
- Charles Vanel: Bertani
- Brigitte Auber: Danielle Foussard
- Jean Martinelli: Foussard
- Georgette Anys: Germaine
- Alfred Hitchcock apareix en el minut 10 seient al costat de John Robie a l'autobús.

## Al voltant de la pel·lícula
- La pel·lícula va ser rodada durant l'estiu de 1954 als estudis de la Paramount i a diversos indrets de França: la Costa Blava, Canes i Vilafranca de Mar (Alps Marítims)[2] L'acció de la pel·lícula transcorre en ambients luxosos i plens de glamour.
- To Catch a Thief va ser rodada amb VistaVision,[3] i és la primera de cinc pel·lícules del director en utilitzar aquest procés panoràmic.
- Durant la filmació a la Costa Blava Grace Kelly va conèixer el príncep Rainier de Mònaco, amb qui es va casar el 1956. És l'últim treball de l'actriu amb Hitchcock.

## Premis i nominacions
Premis
- Oscar a la millor fotografia en color per a Robert Burks

Nominacions
- Oscar a la millor direcció artística per a Hal Pereira, J. McMillan Johnson, Sam Comer i Arthur Krams
- Oscar al millor vestuari per a Edith Head
- Lleó d'Or al Festival de Venècia per Alfred Hitchcock
- Premi del Sindicat de Guionistes dels Estats Units al millor guió de comèdia per a John Michael Hayes